# Leopoldamys sabanus
Leopoldamys sabanus är en däggdjursart som först beskrevs av Thomas 1887.  Leopoldamys sabanus ingår i släktet Leopoldamys och familjen råttdjur. Inga underarter finns listade. Typexemplaret upptäcktes på norra Borneo.

## Utseende
Arten är med en kroppslängd (huvud och bål) av 200 till 275 mm, en svanslängd av 270 till 415 mm och en vikt av 250 till 500 g en stor gnagare. Den har 42 till 52 mm långa bakfötter. Den gulbruna till orangebruna pälsen på ovansidan har på ryggens topp några borstar inblandade som är mörkare. Jämförd med andra släktmedlemmar är täckhåren kortare. Det finns en tydlig gräns mot den gulvita till vita undersidan. Typiskt för huvudet är långa bruna öron som liknar läder i texturen och särskild långa morrhår. Den långa svansen har en brun ovansida och en krämfärgad till vit undersida. Hos några exemplar finns en vit svansspets. Honans spenar är ordnade i par och det finns två på bröstet, två på buken samt fyra vid ljumsken. Den diploida kromosomuppsättningen består av 42 kromosomer (2n=42).

## Utbredning
Råttdjurets utbredningsområde sträcker sig från norra Vietnam och norra Laos över Malackahalvön till Java och Borneo. Avskilda populationer finns i nordöstra Indien och Bangladesh. I bergstrakter når arten 3100 meter över havet. Habitatet utgörs främst av skogar. Djuret undviker allt för våta skogar. Populationen norr om Malackahalvön godkänns sedan 2010-talet som art - Leopoldamys herberti.

## Ekologi
Leopoldamys sabanus går på marken eller klättrar i växtligheten. Den är vanligen nattaktiv och äter insekter, frukter samt andra växtdelar.
Exemplar som fick frukter av oljepalmen gömde de under jord och blad. Leopoldamys sabanus fångas för undersökningar ofta med bete som innehåller fiskolja. Sovplatsen på dagen kan vara en jordhåla, en murknande trädstam på marken eller en hålighet i träd. När honan inte är brunstig lever honor med ungar, enskilda honor och hannar för sig. Olika bon finns 40 till 80 meters avstånd från varandra. Honor kan para sig hela året men de flesta dräktiga honor dokumenterades mellan juli och september. Även mellan januari och mars hittades flera honor med embryon. Per kull föds vanligen upp till tre ungar och ibland upp till sju ungar.

## Hot
Artens olika populationer påverkas mer eller mindre av skogsröjningar och jakt. Allmänt är råttdjuret vanligt förekommande och hela populationen bedöms som stabil. IUCN kategoriserar arten globalt som livskraftig.